# Puente de Stavanger

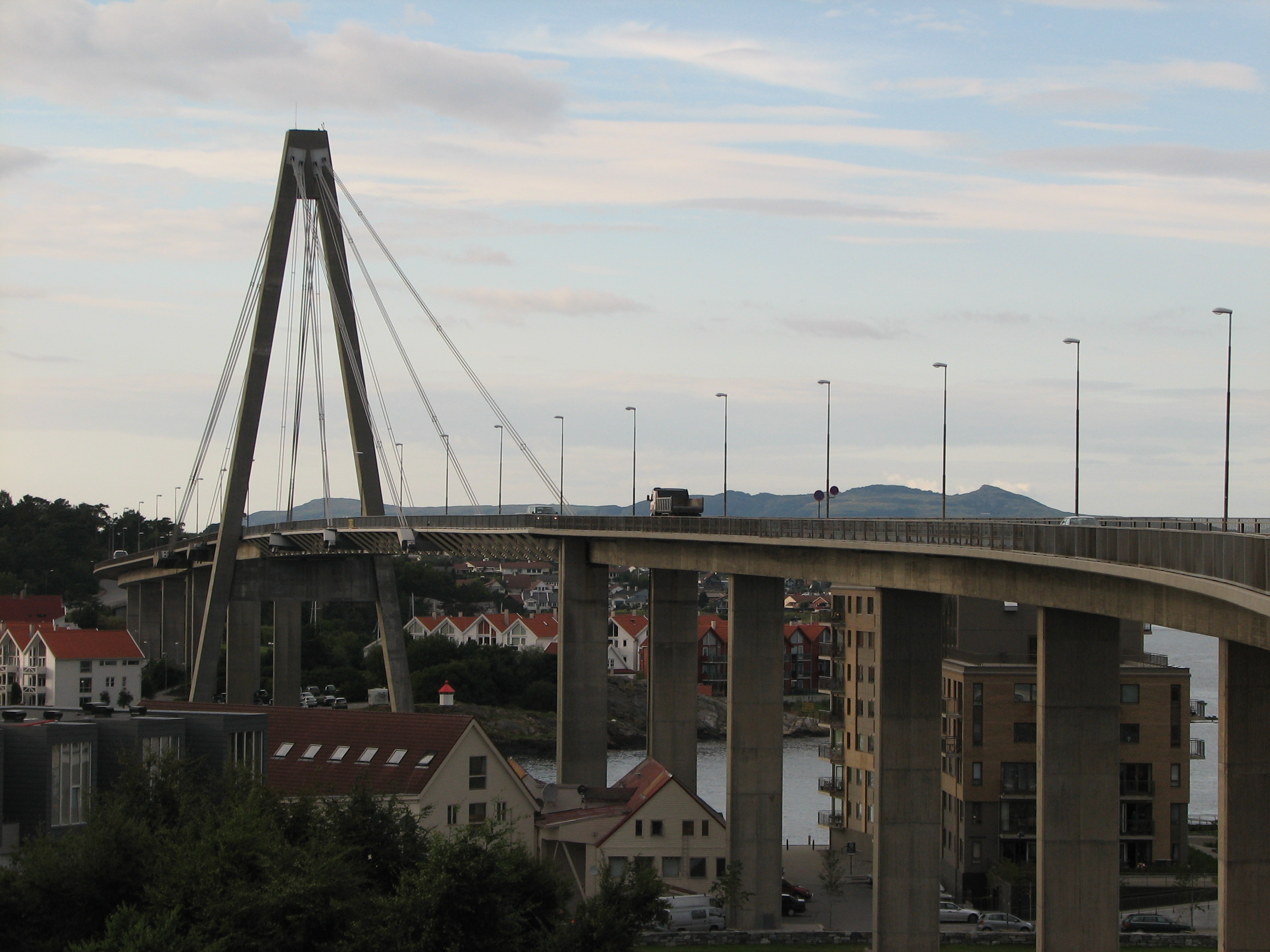
Puente de Stavanger

El puente de Stavanger (en noruego: Stavanger bybru, en inglés Stavanger City Bridge) es un puente atirantado con una torre, que cruza Strømsteinsundet en el centro de Stavanger, Noruega hasta las islas Grasholmen, Sølyst y Hundvåg (municipio).
El puente tiene 1.067 metros de longitud, con un tramo principal es de 185 metros, y la altura máxima sobre el mar es de 26 metros. Tiene 24 luces de distancia.
El puente de Stavanger fue el primero atirantado de gran longitud de Noruega. Fue inaugurado en 1978.
Debido a que es la única vía terrestre hacia la isla de Hundvåg (densamente poblada) , el tráfico por el puente es tan grande que está sobrecargado. Por ese motivo, se ha iniciado la construcción de una ruta alterna mediante un túnel submarino con mayor capacidad.
Esto es parte de un ambiciono y moderno proyecto para proporcionar al distrito de Ryfylke una conexión continental (llamada Ryfast) por una ruta e 14 km de largo, con un túnel submarino desde Solbakk en Strand hasta Hundvåg. Cuando se realice el proyecto, también se eliminará parte del tráfico que surge en el centro de la ciudad, sobre todo por el flujo de pasajeros hacia Hundvå.